# Szlovénia az olimpiai játékokon
Szlovénia az 1992-ben megrendezett téli olimpiai játékokon szerepelt először független országként, ezt megelőzően a szlovén sportolók 1920 és 1988 között jugoszláv színekben indultak.
A szlovén sportolók összesen 19 érmet nyertek a nyári olimpiai játékokon, és 15-öt a télieken.
A Szlovén Olimpiai Bizottság 1991-ben alakult meg, a NOB 1993-ban vette fel tagjai közé, a bizottság jelenlegi elnöke Janez Kocijancic.

## Éremtáblázatok

### Érmek a nyári olimpiai játékokon
| Olimpia         | Arany | Ezüst | Bronz | Összesen |
| 1992, Barcelona | 0     | 0     | 2     | 2        |
| 1996, Atlanta   | 0     | 2     | 0     | 2        |
| 2000, Sydney    | 2     | 0     | 0     | 2        |
| 2004, Athén     | 0     | 1     | 3     | 4        |
| 2008, Peking    | 1     | 2     | 2     | 5        |
| 2012, London    | 1     | 1     | 2     | 4        |
| Összesen        | 4     | 6     | 9     | 19       |

### Érmek a téli olimpiai játékokon
| Olimpia              | Arany | Ezüst | Bronz | Összesen |
| 1992, Albertville    | 0     | 0     | 0     | 0        |
| 1994, Lillehammer    | 0     | 0     | 3     | 3        |
| 1998, Nagano         | 0     | 0     | 0     | 0        |
| 2002, Salt Lake City | 0     | 0     | 1     | 1        |
| 2006, Torino         | 0     | 0     | 0     | 0        |
| 2010, Vancouver      | 0     | 2     | 1     | 3        |
| 2014, Szocsi         | 2     | 2     | 4     | 8        |
| Összesen             | 2     | 4     | 9     | 15       |

## Érmek sportáganként

### Érmek a nyári olimpiai játékokon sportáganként
| Szlovénia érmei a nyári olimpiai játékokon sportáganként | Szlovénia érmei a nyári olimpiai játékokon sportáganként | Szlovénia érmei a nyári olimpiai játékokon sportáganként | Szlovénia érmei a nyári olimpiai játékokon sportáganként | Az olimpiai zászlaja |

| Sportág       | Arany | Ezüst | Bronz | Összesen |
| ------------- | ----- | ----- | ----- | -------- |
| Evezés        | 1     | 1     | 3     | 5        |
| Atlétika      | 1     | 2     | 1     | 4        |
| Sportlövészet | 1     | 0     | 2     | 3        |
| Vitorlázás    | 0     | 1     | 1     | 2        |
| Kajak-kenu    | 0     | 1     | 0     | 1        |
| Úszás         | 0     | 1     | 0     | 1        |
| Cselgáncs     | 1     | 0     | 2     | 3        |
| Összesen      | 4     | 6     | 9     | 19       |

### Érmek a téli olimpiai játékokon sportáganként
| Szlovénia érmei a téli olimpiai játékokon sportáganként | Szlovénia érmei a téli olimpiai játékokon sportáganként | Szlovénia érmei a téli olimpiai játékokon sportáganként | Szlovénia érmei a téli olimpiai játékokon sportáganként | Az olimpiai zászlaja |

| Sportág   | Arany | Ezüst | Bronz | Összesen |
| --------- | ----- | ----- | ----- | -------- |
| Alpesisí  | 2     | 2     | 3     | 7        |
| Síugrás   | 0     | 1     | 2     | 3        |
| Snowboard | 0     | 1     | 1     | 2        |
| Sífutás   | 0     | 0     | 2     | 2        |
| Biatlon   | 0     | 0     | 1     | 1        |
| Összesen  | 2     | 4     | 9     | 15       |